# 趙普勝
趙普勝（？—1359年），無為州廬江縣（今安徽廬江）人。元末紅巾軍將領，善用雙刀，號稱“雙刀趙”，因功高為陳友諒所忌，被殺。

## 簡介
至正十一年（1351年）徐壽輝於蘄州起義，普勝會同俞廷玉父子（俞通海、俞通源、俞通淵三子）、廖永安兄弟（弟廖永忠），以巢湖為據，發展水師，有水軍千艘。至正十二年（1352年），趙普勝等配合天完軍攻占太平路諸路，繼而攻下安徽無為、銅陵、池州、安慶等地，佔江西湖口、彭澤一帶。至正十三年（1353年），元軍猛攻天完都城，普勝退守巢湖，募兵兩萬餘眾。至正十五年（1355年），天完政权重振於漢陽，遂又奔徐寿辉。进驻枞阳，再取安庆。
友諒忌諱普勝戰功赫赫，又有謠言說普勝欲歸吳者。至正十九年（1359年）九月，陳友諒詐以會軍為期，將普勝邀至安慶，普勝不疑有他，如期赴約，友諒聞其至，且燒羊出迎，於雁水義登舟見友諒，友諒以圖謀不軌的名義殺趙普勝，挾徐壽輝，遷都江州（今江西九江），自立為漢王。

## 年號
趙普勝的年號「正朔」見於李兆洛《紀元編》，他書不載。

## 深入閱讀
- 李崇智. . 北京: 中華書局. 2004年12月. ISBN 7101025129.